# Ataki morsów na ludzi

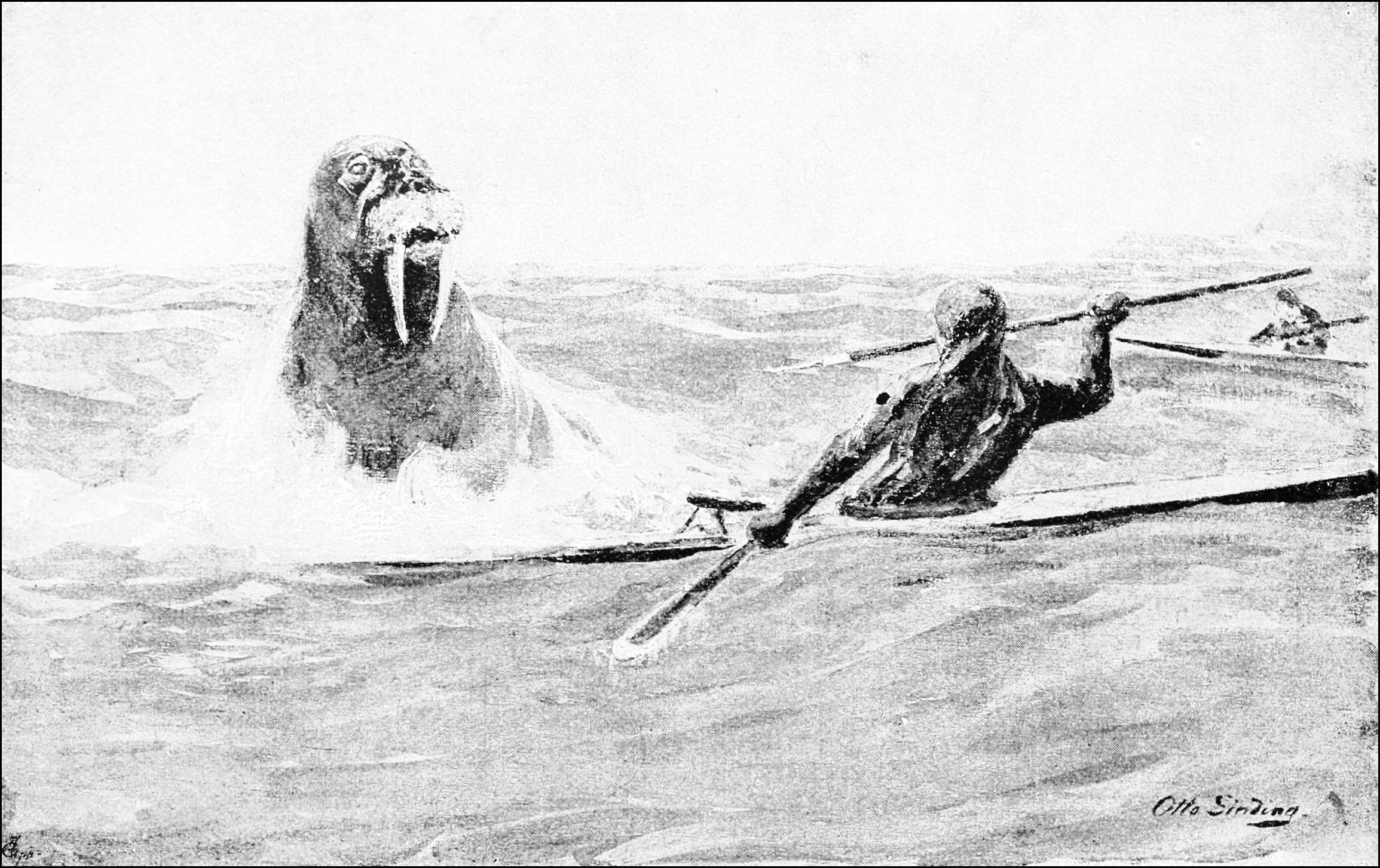
Człowiek w kajaku atakowany przez morsa, rycina z 1895 roku

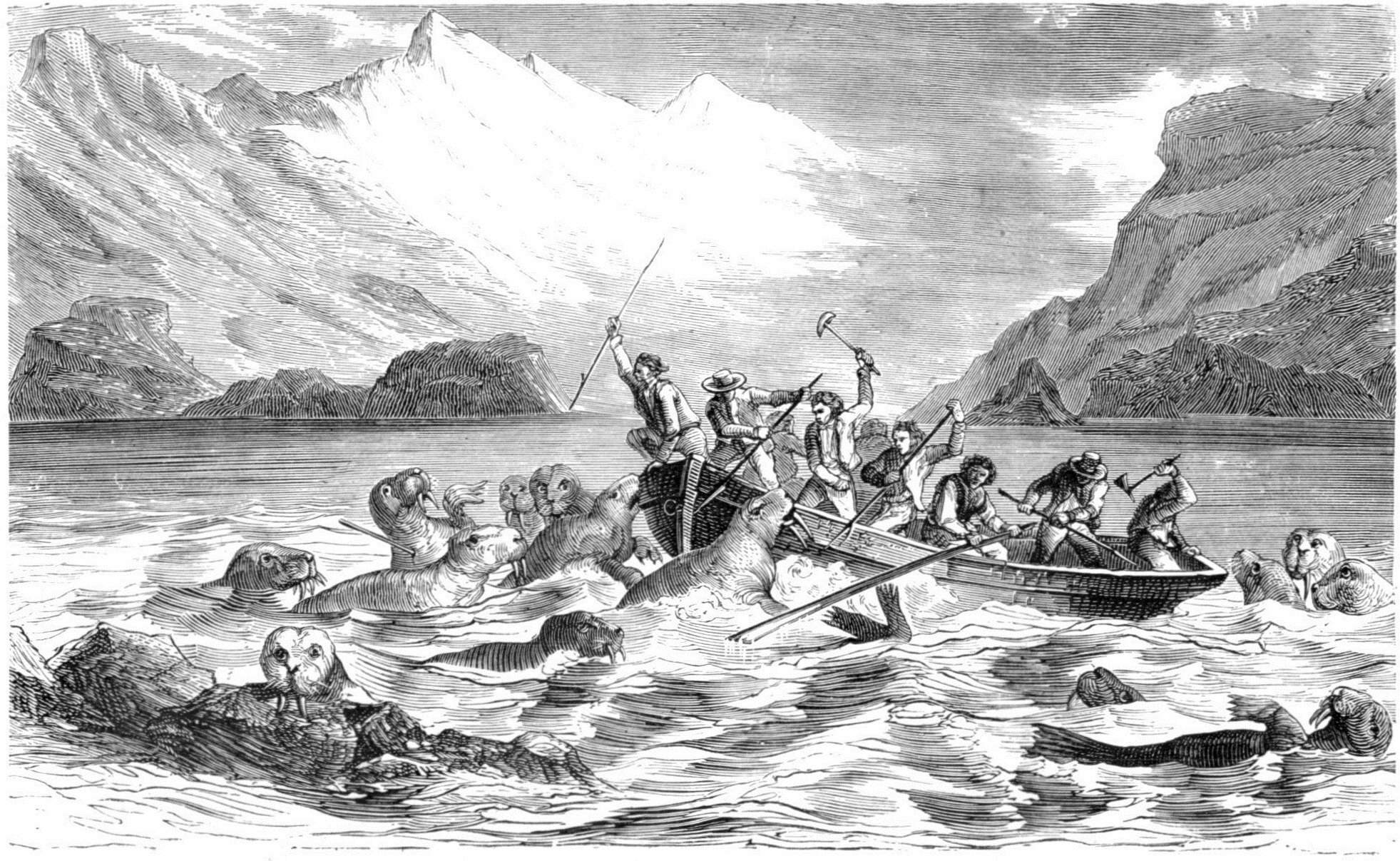
Ludzie w łodzi atakowani przez morsy, ilustracja z 1870 roku

Mors arktyczny (Odobenus rosmarus) jest dużym drapieżnym ssakiem morskim, który może osiągać masę ciała do dwóch ton. Odnotowano liczne wypadki ataków morsów na ludzi, przeważnie myśliwych, w tym śmiertelne. Inuici grenlandzcy używali dla określenia tego zwierzęcia słowa saanniartoq, „ten, który obraca się przeciw komu”. Ludy zamieszkujące okolice Cieśniny Beringa nosiły specjalne kolczyki mające magicznie chronić przed atakami morsów.
Morsy, jako ssaki morskie, stosunkowo najczęściej atakują ludzi na pokładzie jednostek pływających. Są w stanie przewrócić lub strzaskać nawet dużą łódź, a także zadać śmiertelne rany kłami. Na początku XX wieku na Spitsbergenie zdarzył się przypadek, w którym morsy przewróciły łódź, zabijając całą jej załogę. W 1958 roku w Cieśninie Davisa mors przebił kłem dno łodzi i poważnie ranił siedzącego powyżej pasażera. W 2011 roku podróżnik na Wyspie Ellesmere’a zdołał odstraszyć agresywnego morsa, uderzając go wiosłem między oczy. Uważa się, że przyczyną przeważającej części takich zdarzeń jest stosunkowo słaby instynkt samozachowawczy morsa. Zwierzę to jest skłonne podjąć walkę, zamiast uciekać, nawet w przypadku napotkania stada orek lub dużej grupy myśliwych. Według obecnej wiedzy, morsy nigdy nie polują na ludzi w celach spożywczych, ale w szczególnych okolicznościach mogą zjeść ludzkie mięso.
Morsy zazwyczaj atakują od tyłu, jednak w niewielkim zakresie korzystają z elementu zaskoczenia. Przed uderzeniem wyłaniają się wysoko z wody i charakterystycznie posapują, powtarzając tę czynność nawet kilkukrotnie. Szacuje się, że około 15% dojrzałych samców przejawia niesprowokowane agresywne zachowania. Zabicie dorosłego morsa pojedynczym strzałem jest prawie niemożliwe. Zaleca się, aby unikać akwenów zamieszkałych przez morsy, nawet płynąc we wzmocnionej łodzi motorowej. We wrześniu 2019 roku u wybrzeży Ziemi Franciszka Józefa samica morsa, występując w obronie młodych, zatopiła łódź motorową rosyjskiej Floty Północnej (załoga zdołała dopłynąć do brzegu).
Choć większość ataków występuje w wodzie, znane są także sytuacje, w których mors ścigał ludzi poprzez pole lodowe, płynąc pod spodem i dla zadania ciosu przebijając się głową nawet przez kilkunastocentymetrową pokrywę lodu. Opisano pojedynczy wypadek, w którym mors wyszedł na brzeg, próbując ścigać uciekających przed nim myśliwych. W 1960 roku na Grenlandii mors wyskoczył z wody i ciężko zranił kłem w plecy odwróconego tyłem myśliwego stojącego na brzegu, gdyż prawdopodobnie pomylił go z foką. W 2016 roku w chińskim ogrodzie zoologicznym mors utopił turystę, który próbował się z nim sfotografować, oraz pracownika ogrodu usiłującego zapobiec tragedii.
Istnieje także grupa muzyczna nosząca nazwę Walrus Attack („Atak Morsa”).